# Passage de Dantzig
Le passage de Dantzig est une voie du 15e arrondissement de Paris, en France.

## Situation et accès

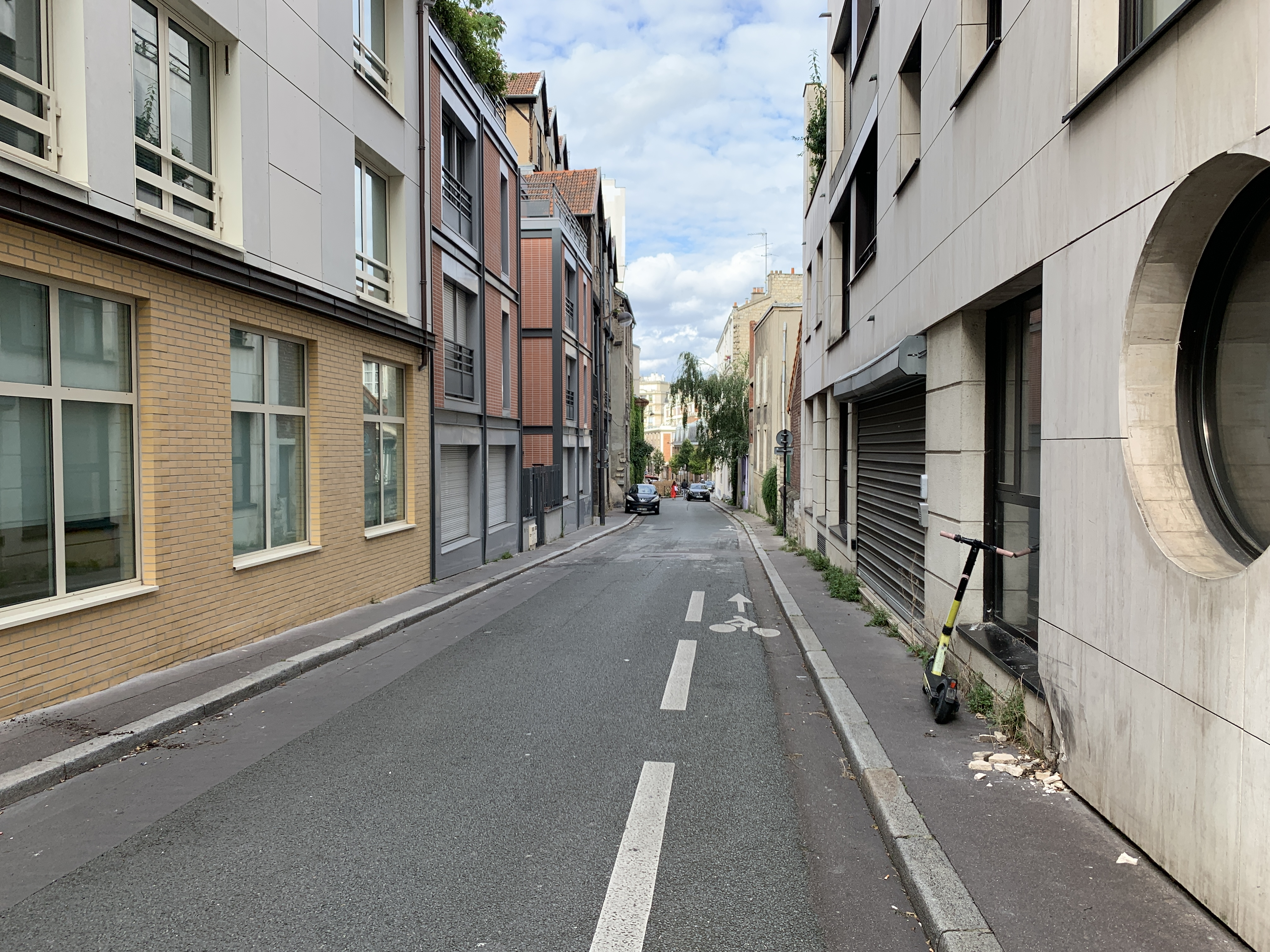
Le passage en août 2021.

Le passage de Dantzig est situé dans le 15e arrondissement de Paris. C'est une voie en pente qui débute au 50, bis, rue de Dantzig et se termine au 27, rue de la Saïda.

## Origine du nom
Il porte ce nom en raison de son voisinage avec la rue de Dantzig qui tient son nom en hommage à la prise de cette ville en 1807 par l’armée française commandée par le maréchal François Joseph Lefebvre (1755-1820) à la suite du siège de Dantzig.

## Historique
C’était initialement une partie du « chemin du Moulin » situé sur la commune de Vaugirard et qui est indiqué sur le plan de Roussel de 1730. Rattaché à la voirie de Paris en 1863, le passage prend son nom actuel le 10 décembre 1878. 

## Bâtiments remarquables et lieux de mémoire
- No 2 : La Ruche, cité d’artistes. En 1916, le peintre Pinchus Krémègne peint La Ruche vue de la fenêtre de l'atelier depuis l'atelier qu'il occupe de 1912 à 1925. En 1993, Le peintre espagnol Eduardo Arroyo, dans son hommage à Soutine qui l'a précédé à la Ruche, le représente dans son atelier. Arroyo est lui même portraituré par le peintre Herman Braun-Vega, en 1979, dans son atelier par la fenêtre duquel on voit la plaque du passage de Dantzig[1].

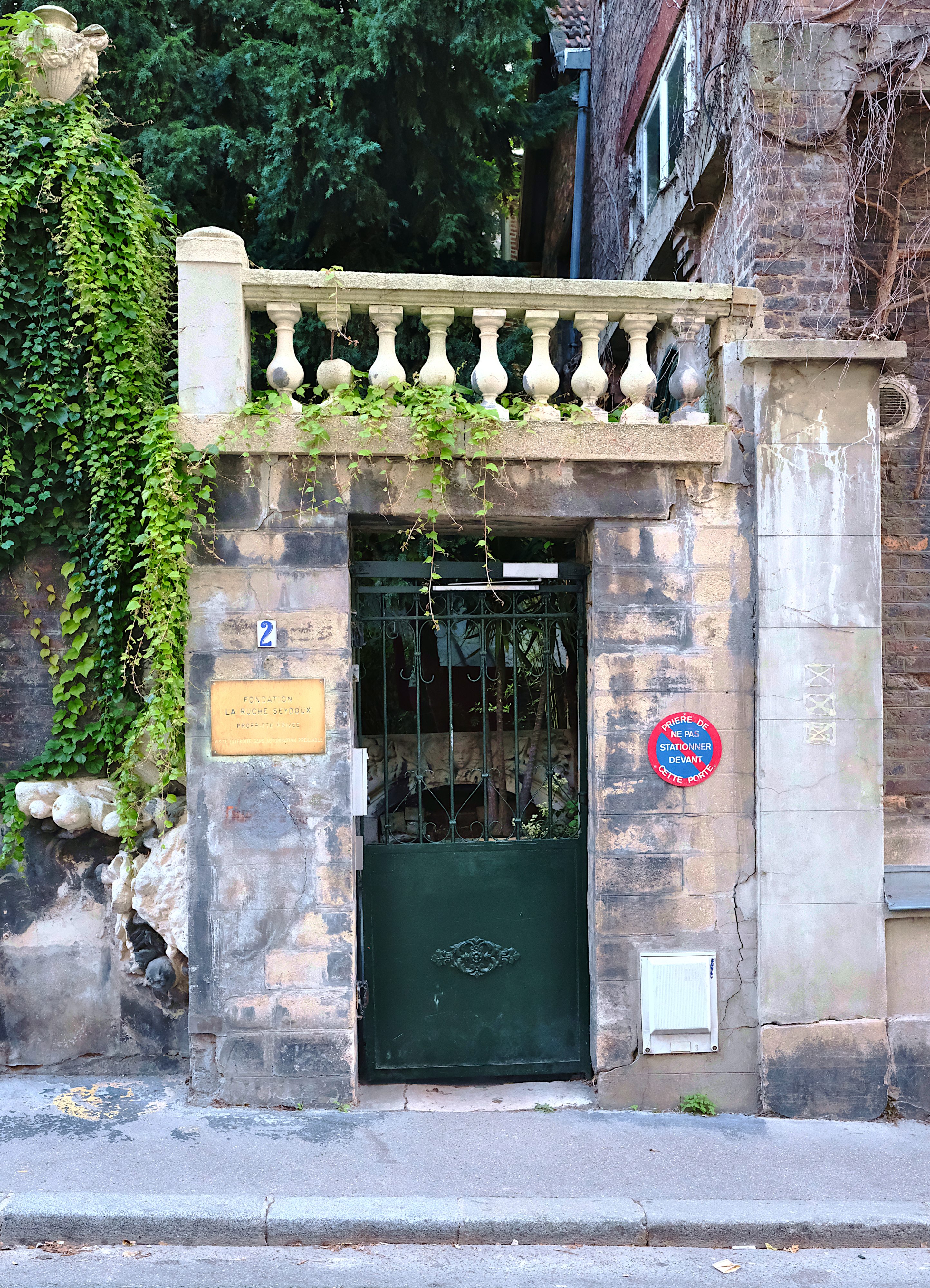
N°2 : extérieur.
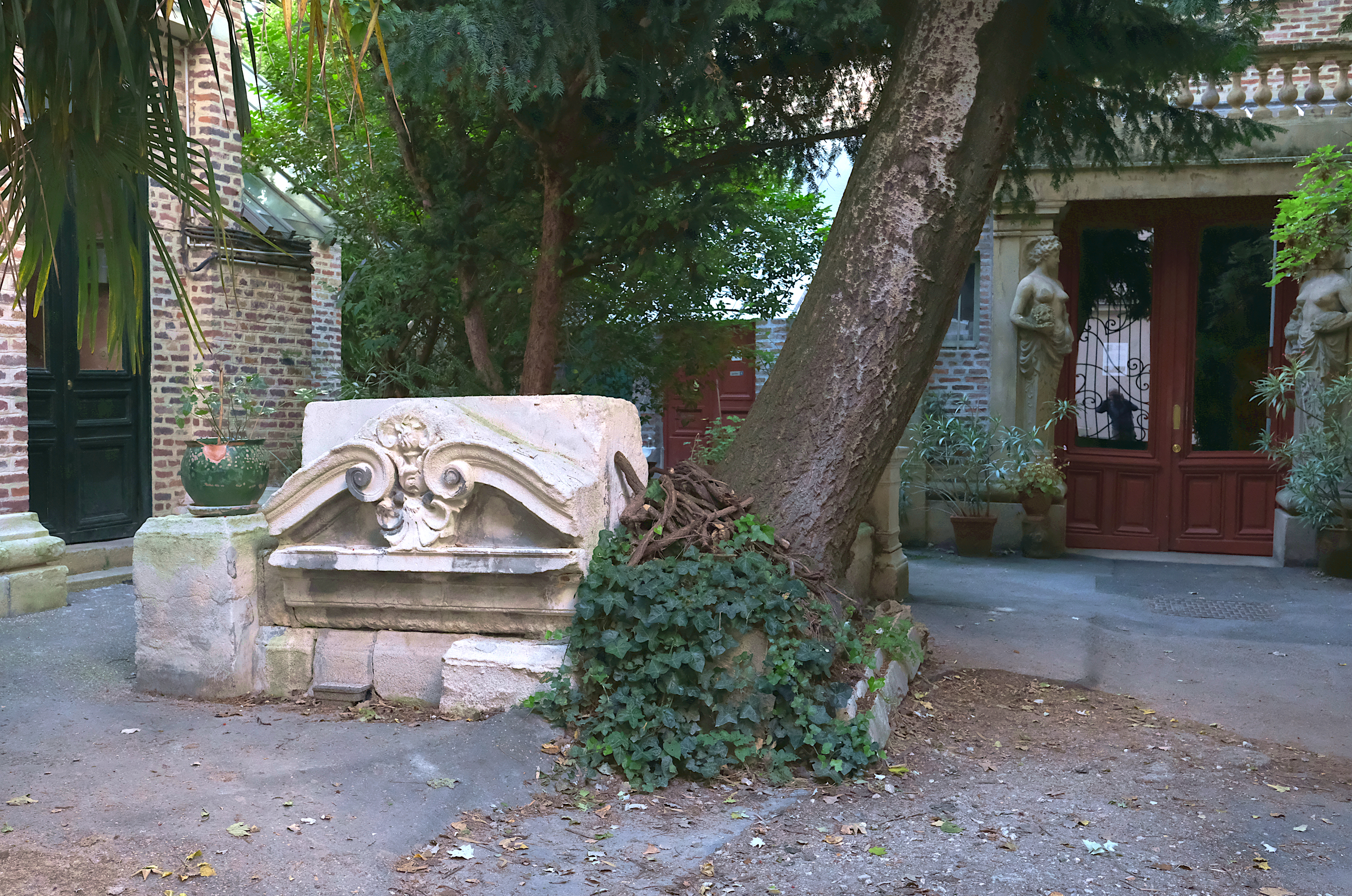
N°2 : cour intérieure.
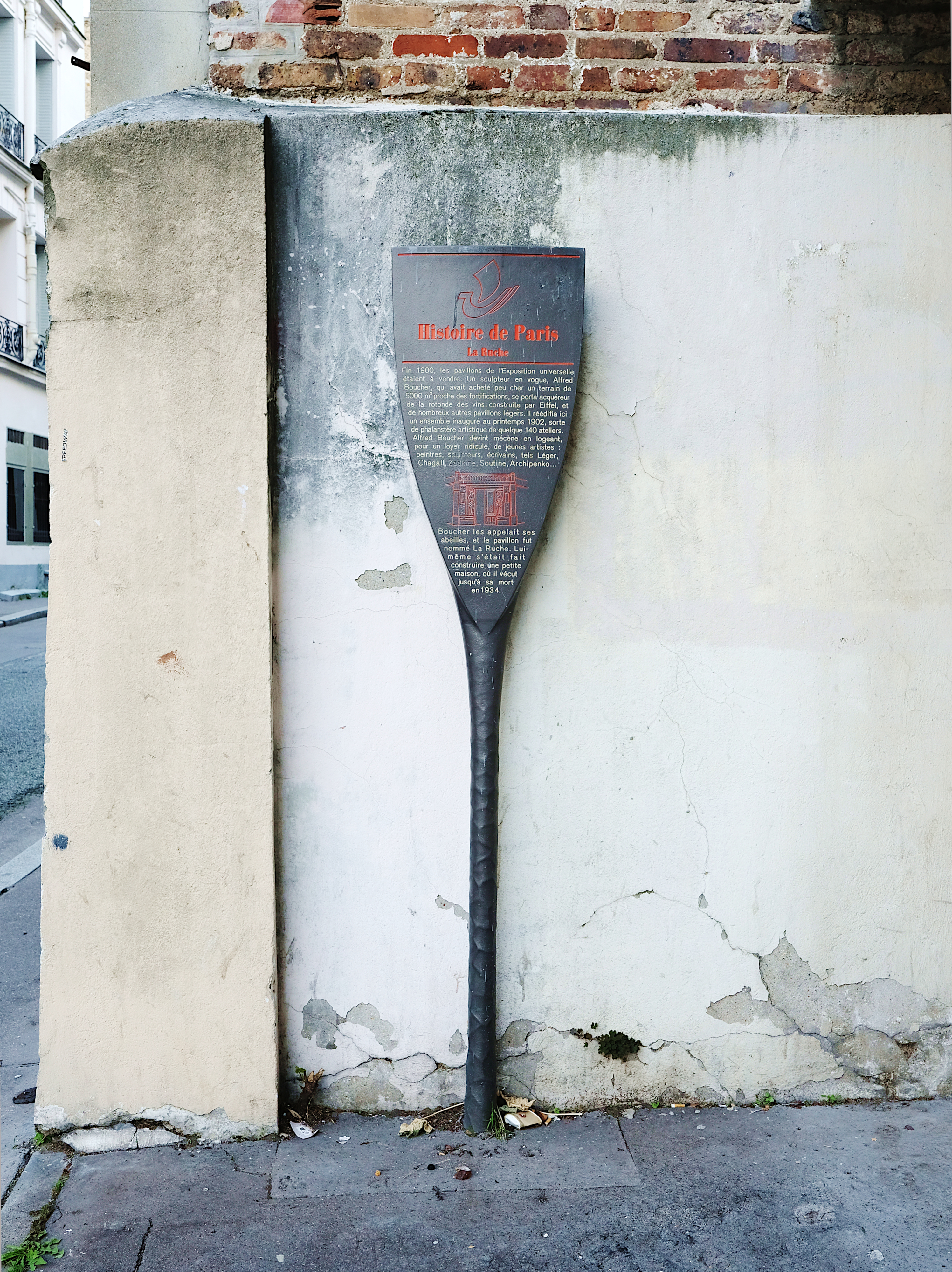
Panneau Histoire de Paris : la Ruche.

- Ce passage possède plusieurs maisons de ville avec jardin.

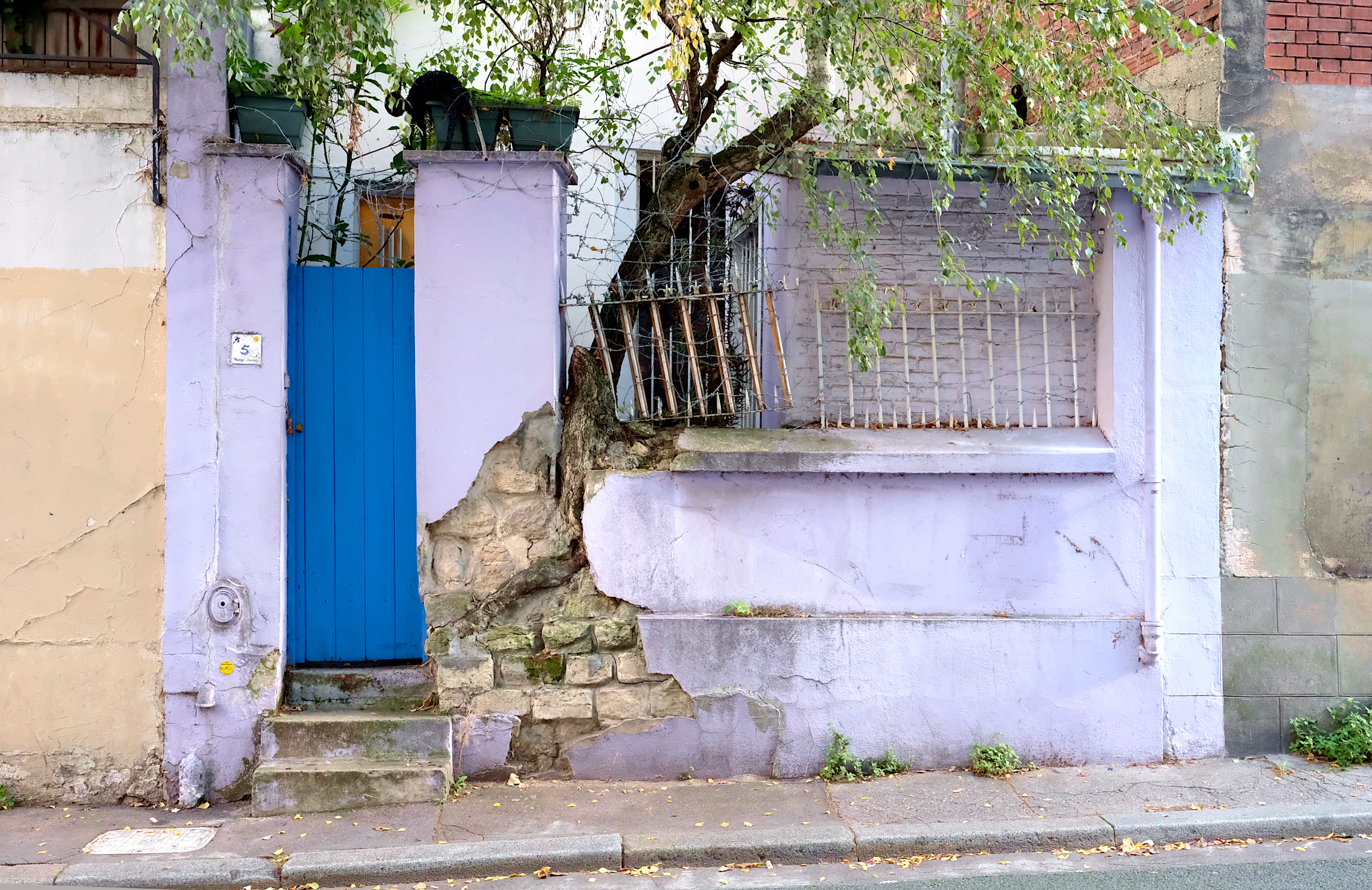
N°5.
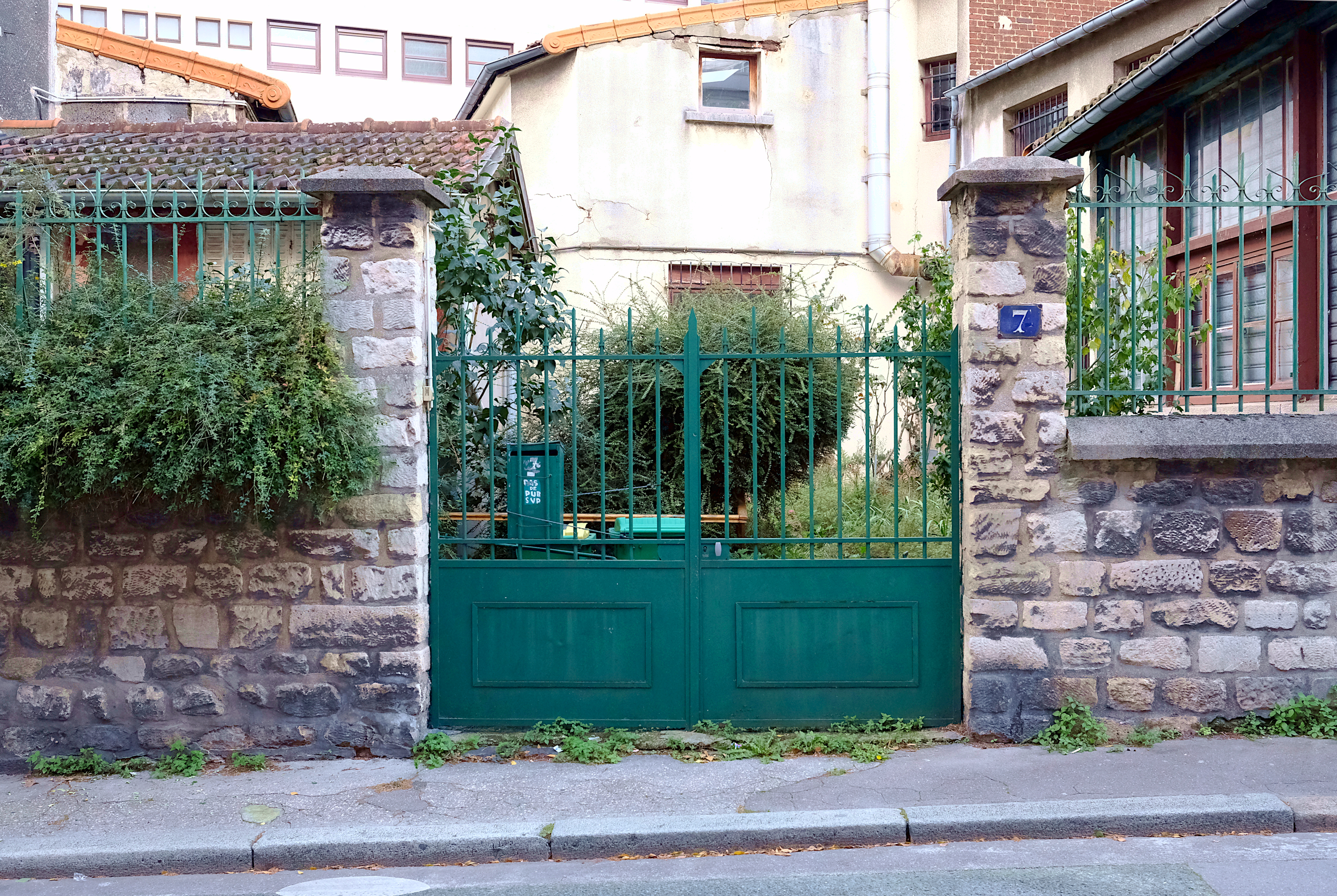
N°7.

## Au cinéma
C'est dans ce lieu que se déroule la conclusion du film Le Gorille vous salue bien, réalisé par Bernard Borderie en 1958, et interprété par Lino Ventura.